# Elliott Yamin
Elliott Yamin, ursprungligen Efraym Elliott Yamin, född 20 juli 1978 i Los Angeles, är en amerikansk sångare och låtskrivare. Han kom trea i den femte säsongen av American Idol 2006, och fick efteråt skivkontrakt och släppte sitt självbetitlade debutalbum i mars 2007. Han har också släppt två singlar. Singeln "Wait For You" sålde platina och det självbetitlade debutalbumet sålde guld i USA.

## Diskografi

### Album
- 2007 – Elliott Yamin (Guld)[1]
- 2007 – Sounds of the Season: The Elliott Yamin Holiday Collection
- 2008 – My Kind of Holiday
- 2008 – WAIT FOR YOU
- 2009 – Fight for Love
- 2011 – Gather 'Round
- 2012 – Let's Get To What's Real
- 2013 – Best For You
- 2015 – AS TIME GOES BY

### Singlar
- 2006 – "This Christmas"
- 2007 – "Movin' On"
- 2007 – "Wait For You" (Platina)[1]
- 2007 – "One Word"
- 2008 – "Real Love" (med Katharine McPhee)
- 2008 – "Home"
- 2008 – "In Love With You Forever"
- 2008 – "Warm Me Up"
- 2009 – "Fight for Love"
- 2009 – "You Say"
- 2009 – "Can't Keep on Loving You (From a Distance)"
- 2011 – "3 Words"
- 2013 – "Self Control"